# Mistrzostwa Polski w Skokach Narciarskich 1927
8. Mistrzostwa Polski w Skokach Narciarskich – zawody o mistrzostwo Polski w skokach narciarskich, które odbyły się 20 lutego 1927 roku na Wielkiej Krokwi w Zakopanem.
W konkursie o mistrzostwo Polski zwyciężył Józef Lankosz, srebrny medal zdobył Władysław Żytkowicz, a brązowy - Andrzej Krzeptowski I.
Zawody były na żywo relacjonowane w radiu przez sprawozdawczynię Adę Artztównę – była to pierwsza w historii Polskiego Radia transmisja wydarzenia sportowego.

## Wyniki konkursu
| Miejsce  | Zawodnik                    | Klub                      | Skok 1 | Skok 2 | Skok 3 | Punkty |
| -------- | --------------------------- | ------------------------- | ------ | ------ | ------ | ------ |
| 1. (3.)  | Józef Lankosz               | SNPTT Zakopane            | 32,0   | 36,0   | 38,0   | 286,25 |
| 2. (5.)  | Władysław Żytkowicz         | SNPTT Zakopane            | 38,0   | 34,0   | 41,0   | 280,50 |
| 3. (6.)  | Andrzej Krzeptowski I       | Sokół Zakopane            | 31,0   | 34,0   | 41,0   | 279,50 |
| 4. (8.)  | Aleksander Rozmus           | Sokół Zakopane            | b.d.   | b.d.   | b.d.   | b.d.   |
| 5. (11.) | Stanisław Gąsienica-Sieczka | Sokół Zakopane            | b.d.   | b.d.   | b.d.   | b.d.   |
| 6. (12.) | Eugeniusz Kaliciński        | AZS Kraków                | b.d.   | b.d.   | b.d.   | b.d.   |
| 7. (13.) | Józef Bujak                 | Sokół Zakopane            | b.d.   | b.d.   | b.d.   | b.d.   |
| 8. (14.) | Józef Kuraś                 | Wojskowy Okręg Narciarski | b.d.   | b.d.   | b.d.   | b.d.   |

W nawiasach podano miejsce zajęte w zawodach z uwzględnieniem zagranicznych zawodników.
W konkursie międzynarodowym zwyciężył František Wende. Drugi był Otakar Německý, czwarty Josef Bím (wszyscy trzej byli reprezentantami Czechosłowacji), siódmy Austriak Hans Rattay, dziewiąty Szwed Wilhelm Stolpe, a dziesiąty - jego rodak Lindström.